# Ruta 7 (Uruguai)
A Ruta 7 (também designada como General Aparicio Saravia) é uma rodovia do Uruguai que liga a cidade de Montevidéu a Melo, passando pelos departamentos de Canelones, Florida, Lavalleja, Treinta y Tres e Cerro Largo. Foi nomeada pela lei 15215, de 16 de novembro de 1981, em homenagem a Aparício Saraiva, político e militar uruguaio.
Assim como outras estradas importantes do país, seu km 0 referencial é a Praça de Cagancha, situada em uma importante zona da capital do país.